# Orléans-Longueville

Wappen derer von Orléans-Longueville

Orléans-Longueville ist eine illegitime Nebenlinie des Hauses Valois-Orléans.

## Geschichte
Stammvater ist Jean de Dunois, der „Bastard von Orléans“, unehelicher Sohn von Louis de Valois, und Kampfgefährte von Jeanne d’Arc. Er erhielt 1443 den Titel eines Grafen von Longueville, der 1505 für seinen Enkel zum Herzogstitel erhoben wurde. 1503 hatte der Bruder des späteren Herzog durch Heirat die souveräne Grafschaft Neuchâtel erworben, die ihn zum Prince étranger (Ausländischen Fürsten) machten, wodurch ihm den anderen Fürsten gegenüber ein herausgehobener Rang zukam. 1525 wurde sein Sohn zum Pair von Frankreich ernannt. Die nächste Erhebung kam dem 6. Herzog zugute, Léonor d’Orléans-Longueville, der 1571 zum Prinz von Geblüt mit dem Recht zur Thronfolge erhoben wurde, wodurch die Illegitimität der Familie aufgehoben wurde. 1672 wurde der 10. Herzog von Longueville zum König von Polen gewählt, er nahm die Wahl jedoch nicht an.
Die Familie starb 1694 mit dem 9. Herzog, der nach dem Tod des 10. Herzogs ein zweites Mal den Titel erbte, in männlicher Linie aus, 1707 vollständig. Das Herzogtum Longueville fiel 1694 zurück an die Krone, das Fürstentum Neuchâtel kam 1707 durch Wahl der Stände an den König von Preußen und wurde erst 1857 Teil der Schweiz.
Eine wiederum unebenbürtige Nebenlinie der Longueville war die Linie Orléans-Rothelin, die durch eine uneheliche Beziehung des François d’Orléans-Longueville († 1548) entstand.

## Stammliste (Auszug)
1. Jean Bâtard d’Orléans (* 23. November 1402 in Paris; † 24. November 1468 in L’Haÿ), Sohn von Louis de Valois (Haus Valois-Orléans) und Yolande (Mariette) d’Enghien (Haus Enghien), 1421 Seigneur de Valbonnais, 1422 Seigneur de Thiais, de La Pierre, de Duvaine et de Fallavier, 1424/39 Graf von Mortain und Gien, 1427/30 Graf von Porcéan, Seigneur de Champleroy, 1430 Graf von Périgord, 1439 Graf und Vizegraf von Châteaudun und Dunois, Seigneur de Fréteval, de Marchenoir, de La Ferté-Villeneuil[1] et de Château-Renault[2], 1443 Graf von Longueville, 1451 Vizegraf von Saint-Sauveur, 1443 Großkämmerer von Frankreich, 1448 königlicher Gesandter in England, Generalleutnant von Caux, bestattet in Notre-Dame in Cléry;
 ⚭ I vor 1425 Marie Louvet († wohl 1437), Tochter von Jean Louvet, Seigneur de Thiais, französischer Minister;
 ⚭ II 16. November 1439 in Rouen Marie d’Harcourt, Dame de Parthenay, de Secondigny, de Vouvant, de Mervent[3], de Mathefelon etc. († 1. September 1464 in Chouzé-sur-Loire, bestattet in Notre-Dame de Cléry), Tochter von Jacques II. d’Harcourt, Baron de Montgommery, und Marguerite de Melun, Comtesse de Tancarville, (Haus Harcourt)[4]
  1. François I. (* 1447; † 1491), Graf von Longueville, 1468 2. Graf von Dunois, 1488 Graf von Tancarville, Vizegraf von Melun, Großkammerherr von Frankreich, Statthalter der Normandie und der Dauphiné, Connétable und Kämmerer der Normandie; ⚭ Agnes von Savoyen († 1509), Tochter von Ludwig, Herzog von Savoyen, (Haus Savoyen)
    1. François II. (* 1478; † 1513), Graf von Longueville, 1491 3. Graf von Dunois, Graf von Tancarville und Montgommery, Vizegraf von Melun, im Mai 1505 Herzog von Longueville; ⚭ Françoise d’Alençon († 1550), 1543 Duchesse de Beaumont, Tochter von René, 3. Herzog von Alençon, (Haus Valois-Alençon)
      1. Renée (* 1508; † 1515), 1513 4. Gräfin von Dunois, Tancarville und Montgommery

    2. Louis I. (* 1480; † 1516), 1504–1513 souveräner Graf von Neuenburg etc., 1515 2. Herzog von Longueville, 5. Graf von Dunois, Tancarville und Montgomery, 1. Fürst von Chatel-Allion, Vizegraf von Melun, Abbeville, Montreuil-sur-Mer etc.; ⚭ Johanna von Hachberg-Sausenberg, 1503–1512 und 1520–1543 souveräne Gräfin von Neuenburg († 1543), Tochter von Philipp von Baden, Markgraf von Hachberg, (Zähringer)
      1. Claude (X 1524), 1516–1524 3. Herzog von Longueville, 1516 2. souveräner Graf von Neuenburg, 6. Graf von Dunois
      2. Louis II. (1510–1537), 4. Herzog von Longueville 1524, 3. souveräner Graf von Neuenburg, 7. Graf von Dunois etc.; ⚭ Marie de Guise, Tochter von Claude de Lorraine, duc de Guise, sie heiratete in zweiter Ehe Jakob V., König von Schottland
        1. François III. (1535–1551), 5. Herzog von Longueville 1537, 4. souveräner Graf von Neuenburg, 8. Graf von Dunois

      3. Charlotte († 1549); ⚭ Philipp von Savoyen, 1495–1509 Bischof von Genf, 1514 Markgraf von Saluzzo, (Haus Savoyen)
      4. François († 1548), Markgraf von Rötteln, Prince de Châtel-Aillon, Vizegraf von Melun; ⚭ Jacqueline de Rohan († 1587), Tochter von Charles de Rohan, Seigneur de Gié, Vizegraf von Fronsac, (Haus Rohan) => aus der unehelichen Verbindung mit Françoise Blosset, dame de Colombières et du Plessis Paté, Schwester von Jean Blosset, entsteht die Linie Orléans-Rothelin 
        1. Léonor (* 1540; † 1573), 6. Herzog von Longueville 1551, 5. souveräner Graf von Neuenburg, 9. Graf von Dunois; ⚭ Marie de Bourbon, 1546 4. Duchesse d’Estouteville, 4. Comtesse de Saint-Pol († 1601), Tochter von François I. de Bourbon, Duc d’Estouteville
          1. Henri I. (1568–1595), 7. Herzog von Longueville 1573, 6. souveräner Graf von Neuenburg, 10. Graf von Dunois; ⚭ Katerina Gonzaga († 1629), Tochter von Luigi Gonzaga, Herzog von Mantua
            1. Henri II. (* 1595; † 1663), 8. Herzog von Longueville 1595, Fürst von Neuenburg, 11. Graf von Dunois; ⚭ I Louise de Bourbon, Mademoiselle de Soissons († 1637), Tochter von Charles de Bourbon-Condé, comte de Soissons; ⚭ II Anne Geneviève de Bourbon-Condé (* 1619; † 1679), Tochter von Henri II. de Bourbon, prince de Condé
              1. (I) Marie (1625–1707), Comtesse de Saint-Pol, 4 Fürstin von Neuenburg; ⚭ Heinrich II. von Savoyen, Herzog von Nemours († 1659)
              2. (II) Jean Louis († 1694), 9. Herzog von Longueville 1663–1668 und 1672–1694, 2. Fürst von Neuenburg, 12. Graf von Dunois
              3. (II) Charles Paris († 1672), 10. Herzog von Longueville 1668–1672, 3. Fürst von Neuenburg, 13. Graf von Dunois, 1672 zum König von Polen gewählt, lehnt aber ab; sein tatsächlicher Vater ist der Herzog und Schriftsteller François de La Rochefoucauld

          2. François († 1631), Comte de Saint-Pol et de Château-Thierry, 1608 Duc de Fronsac; ⚭ Anne de Caumont, Marquise de Fronsac († 1642), Tochter von Geoffroy de Caumont und Marguerite de Lustrac, Marquise de Fronsac
            1. Léonor († 1622), 2. Duc de Fronsac – Gefallen bei der Belagerung von Montpellier

          3. Antoinette  (1572–1618); ⚭ Charles de Gondi, Marquis de Belle-Isle (X 1596)

        2. Éléonore Françoise (* 1549; † 1601); ⚭ Louis I. de Bourbon, prince de Condé (* 1530; † 1569)

    3. Jean (1492–1533), 1503 Erzbischof von Toulouse, 1521 Bischof von Orléans, 1533 Kardinal

  2. Cathérine († 1501); ⚭ Jean VII. de Sarrebruck-Commercy († 1492), Graf von Roucy (Maison de Broyes)